# Юсуф ібн Абд-ар-Рахман аль-Фіхрі
Юсуф ібн Абд-ар-Рахман аль-Фіхрі (*араб. يوسف بن عبد الرحمن الفهري, бл. 691 —756) — останній валі Аль-Андалуса у 747-756 роках.

## Життєпис
Походив з арабського клану з Медіни. Син арабського військовика Абд-ар-Рахмана ібн Абі-Хабіба ібн аль-Фіхрі, що був праонуком Укби ібн-Нафі, підкорювача Іфрикії. Перші відомості про нього відносяться до 710-х років, коли він перебував в Іфрикії. Десь у 728 році перебирається до Аль-Андалуса.
Після поразки при Пуатьє у 732 році, отримав призначення валі Арбони (Нарбонна) й фактично усієї Септиманії. На цій посаді намагався підкорити сусідні християнські землі: у 732—734 роках сплюндрував область Нижньої Рони. 734 року в союзі з Моронтом, герцогом Провансу, захопив Авіньйон. У 735 році захопив й сплюндрував місто Арль.
Втім у 737 році зазнав нападу з боку франків на чолі із Карлом Мартелом. Звернувся по допомогу до валі Укби ібн аль-Хаджаї, який спрямував війська на чолі із Аміром аль-Айлетом. Того ж року брав участь у битві при Берр, де арабо-берберські війська зазали поразки.
740 року замінено на посаді валі Арбони Абд-ар-Рахманом ібн-Алькамом. У 746 році стає помічником валі Туваба ібн-Салама аль-Гудамі. За каденції останнього, Юсуф мав значний вплив на керування Аль-Андалусом.
У січні 747 році скориставшись боротьбою за владу між різними групами мусульман, Юсуф ібн Абд-ар-Рахман зумів домогтися посади валі, завдавши поразки у битві при Секунді Абу аль-Хаттару. При цьому не отримав підтвердження з боку халіфа Марвана II. У цей час почалося шиїтське повстання, до яких долучилися Аббасиди. Юсуф намагався залагодити конфлікти між єменськими і сирійськими арабами та берберами. Було укладено угоду між ними, що забезпечило мир в Аль-Андалусі й стабільну владу валі (який фактично став маліком — володарем).
У 749 році, стверджуючи свою владу, переміг Ас-Сумайла ібн-Хатім аль-Кілабі, валі Сарагоси, що став фактично незалежним. Ас-Сумайла вимушений був підкоритися, але готував нове повстання.
За наказом Юсуфа проведено новий перелік населення, за яким впроваджено нову систему податків. У 750 році, після повалення халіфа Марвана II, стає незалежним правителем Аль-Андалуса. Водночас розпочав війни з Астурійським королівством. З 753 війська мусульман зазнали низки поразок від короля Альфонсо I, втративши Кантабрію й область навколо міста Леон.
У відповідь 755 року Юсуф захопив Памлону, почавши кампанію проти повсталих басків. Але в цей час почалося повстання в Сарагосі на чолі із Ас-Сумайлою. Тому валі вимушений повернути на південь, не подолавши басків. Водночас на південному узбережжі Піренеїв висадився Абд ар-Рахман ібн Муавія, який зайняв Малагу і Севілью. До нього приєдналися єменські підрозділи, а сирійські араби й бербери зберегли вірність Юсуфу.
Спочатку Юсуф намагався налагодити мирне співіснування з Абд-ар-Рахманом, але останній відмовився. У 756 році Юсуф втратив Севілью й Кордову. У травні того ж року у битві при Мусарах валі зазнав поразки, врятувавшись втечею. Знайшовши прихисток у Толедо, Юсуф став готувати нове військо, з яким зайняв Мериду, але спроба відвоювати Севілью виявилася невдалою й Юсуф знову повернувся до Толедо. Тут його було вбито вояками з оточення, які перейшли на бік Абд ар-Рахмана.